# Гуткина, Евгения Борисовна

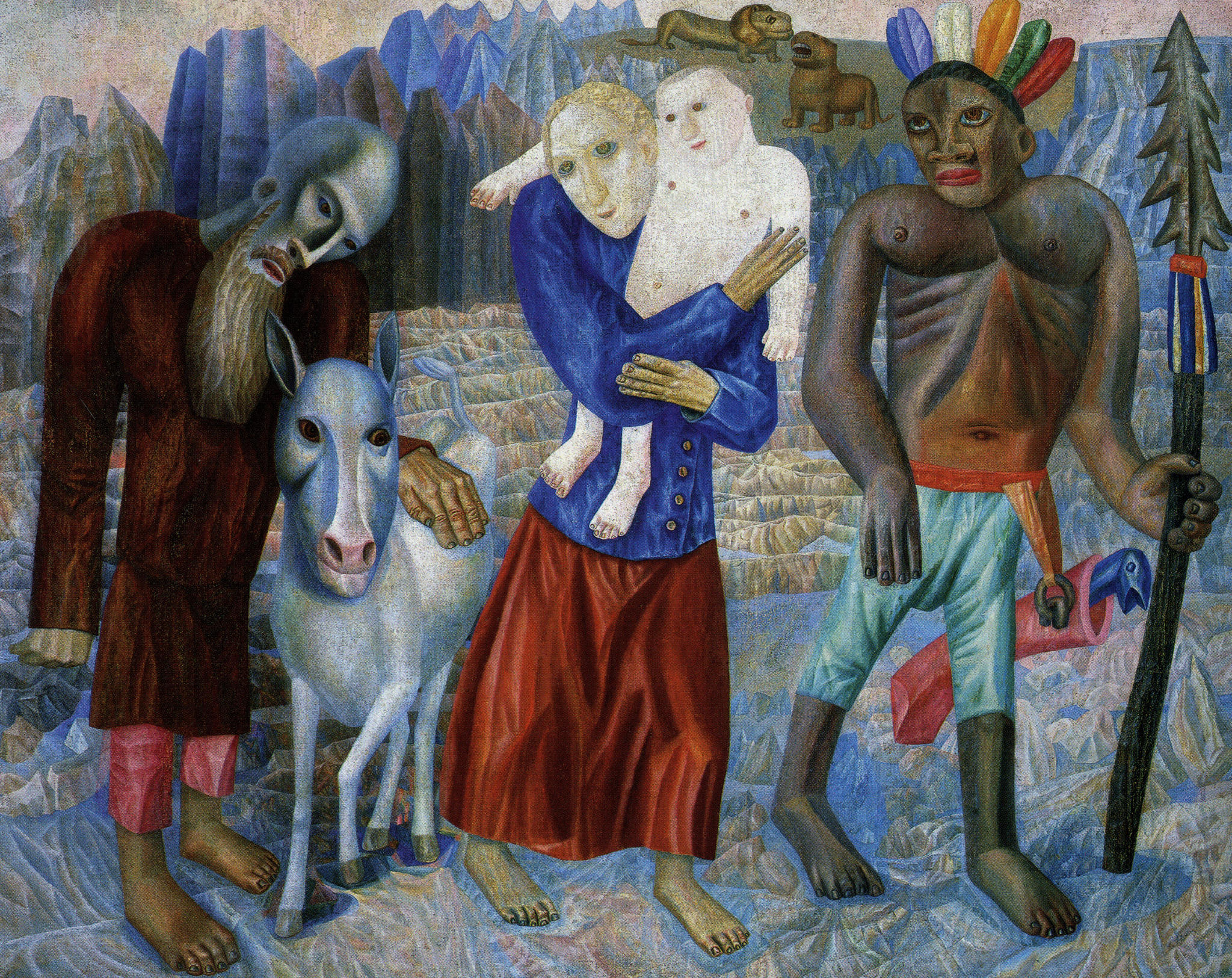
Картина Павла Филонова «Переселенцы» («Бегство в Египет»), проданная Гуткиной А. Гринбергу. 71×89 см, холст, масло, 1918. Мид Арт Музеум, США

Евгения (Гена) Борисовна Гуткина (3 августа 1923, Рождество — 29 июня 1983, Ленинград) — советский искусствовед, контрабандистка. Занималась контрабандой с 1973 по 1977 год.

## Биография
Родилась 3 августа 1923 года в селе Рождество Фировской волости Валдайского уезда Санкт-Петербургской губернии (сегодня — Фировский район Тверской области). Родственница писателя Анатолия Рыбакова. С отличием окончила искусствоведческий факультет Ленинградского государственного университета. Состояла в Ленинградском отделе Союза художников. Работала в Худфонде. Жила в одной квартире с двоюродной сестрой Раисой (Рахилью) Рыбаковой и её матерью. В преступном мире имела кличку «Тётя Нина». В 1977 году была осуждена за контрабанду. В июне 1983 года Евгению Гуткину досрочно выпустили из мест лишения свободы по онкологическому заболеванию, и через две недели она умерла.

## Преступная деятельность
В 1973 году Гуткина вместе с бывшим ведущим конструктором Ленинградского оптико-механического объединения Борисом Белостоцким организовала группу по незаконному перемещению через государственную границу СССР ценностей. В составе группы были: Л. Зак, В. Райзберг, А. Плоткин, С. Луковский, Р. Гусинова и Р. Гусинов, Г. Кузьминов, А. Сайкин.
Через несколько недель численность участников группы выросла до 20 человек. Гуткина через свою двоюродную сестру организовала курсы по изучению иностранного языка, с помощью которых находила себе союзников. В деле ей помогали сотрудник посольства Центрально-Африканской империи в Москве Д. Мбонджи, афганский дипломат Омар Мухаммед, жители Вены Л. Гринберг, Л. Могилевский и В. Бергман и другие. За март — апрель 1974 года было организовано семь провозов контрабанды.
В дальнейшем Гуткина, готовя материальную базу своей будущей эмиграции, нацелилась на работы мастера русского авангарда — Павла Филонова, которые хорошо ценятся на мировом рынке. Она познакомилась с сестрой художника Евдокией Николаевной Глебовой — наследницей всех картин Филонова, и приобрела у неё (по другим данным — получила в подарок) картину «Переселенцы». Картина была продана в Москву А. И. Гринбергу, который нелегально переправил картину в Вену своему сыну, а в ноябре 1978 года она под названием «Бегство в Египет» ушла с аукциона Sotheby’s в Нью-Йорке за 225 тысяч долларов. Судьба купленной Гуткиной у родственницы Глебовой картины Филонова «Натурщица» неизвестна.
Гуткина также похитила у Е. Н. Глебовой картину «Осень» и шесть графических работ. У других контрабандистов оказались ещё четыре рисунка Филонова. В 1980 году шесть работ Филонова сотрудники КГБ изъяли и передали государственному Русскому музею. А остальные («Октябрь», «Мужики верхом», «Волисполком», «Люди и звери», два абстрактных рисунка) в феврале 1976 года были вывезены Д. Мбонджи из Советского Союза в дипломатическом багаже с сокрытием от таможенного контроля.
19 мая 1977 года на Брестской таможне был задержан Омар Мухаммед с грузом гуткинской контрабанды, а 3 июня Евгения Борисовна была арестована. В камере предварительного заключения она проговорилась о Филонове. Во время квартирного обыска в уже выброшенной на помойку папке среди старых журнальных вырезок и газет криминалисты случайно обнаружили работы авангардиста. Когда их предъявили Гуткиной, она начала помогать следствию.
Евгения Гуткина была осуждена на 10 лет лишения свободы за организацию контрабанды художественных ценностей в крупных размерах.

## Личность
Журналист и писатель Александр Мосякин отмечал:

Следователь, который вел ее дело, сказал мне: «Гуткина — самая большая авантюристка, какую я когда-либо встречал в своей следственной практике. Энергична, очень умна, изощренно искренна, с мужским характером». Это проявлялось и в ее интимных наклонностях (что вскрылось в ходе следствия), кои она умело использовала для дела и в повседневности. В спорах Гуткина не уступала мужчинам. Однажды один из компаньонов возмутился несправедливым, по его мнению, дележом прибыли. Так Тетя Нина со словами: «Ах ты, старая сволочь!» — проломила ему голову ломберным столиком. А на суде Гуткина матом пыталась дирижировать хором свидетелей и сидевших возле нее «солидных мужчин». Ее мужская хватка и ум в сочетании с образованностью, женской хитростью и лукавством производили сильное впечатление. К тому же Гуткина была увлекающейся натурой. Ценила искусство, а Филонов действительно был ее любимым художником, о нем она могла восторженно говорить часами.
Поэт и эссеист Константин Кузьминский вспоминал:

В Геше сочетался идеализм и практицизм. Сестра ее, Раиса, была просто влюблена в Гешу, как, впрочем, и я… За чайком — мечтали мы о Голландии, где она намеревалась купить дом и поселить там художников. Чтоб рисовали и столовались. За так… Кашу заварила она знатную. Полтаможни было у нее на откупе, пропустили бы хоть слона из зоопарка… Геша была паханша. И когда узнал я, что она — в лагере, за ее статус там я беспокоиться не стал. Она умела заставить себя уважать.